# しゃれっぽクラブ
『しゃれっぽクラブ』は、1985年11月6日から1986年3月26日までTBS系列局で放送されていたTBS製作のバラエティ番組である。花王の一社提供。放送時間は毎週水曜 22:25 - 22:54 （日本標準時）。

## 概要
毎回芸能人たちをゲスト解答者に招いていた番組で、江本孟紀が司会を務めていた。
解答者たちは三宅裕司率いるチームと野口五郎率いるチームの2手（3対3）に分かれ、出されたお題に駄洒落などで面白おかしく返答する大喜利のようなゲームで対戦していた。両チームの解答は、オヤジギャグのような脱力系のものが多かった。また、司会の江本は、解答者の答えが面白くてもつまらなくても何事も無かったかのように受け流すのみという、独特の進行を行っていた。
特集コーナーにおいては赤瀬川原平のトマソン現象を取り上げるなど、教養番組的な側面もあった。

## 出演者

### 司会
- 江本孟紀

### チームキャプテン
- 三宅裕司
- 野口五郎

### ナレーター
- 伊達けん

## ルール
司会の江本に指名された2人の解答者が1対1で対戦。解答できるのは基本的に対戦1回につき1回のみだが、アドリブで応酬がある場合などには何回答えても良いとされた。
江本は1回戦ごとに、出た解答それぞれの面白さを独断と偏見で判定。判定基準は江本の気分に応じて変わっていた。当初は解答者がバナナを数本賭け、勝った側はバナナを賭けた本数分貰えるが、負けた側は賭けた本数分没収されるというルールだった。後期にもバナナのやり取りはあったが（本数は1 - 5本）、それらは江本の判定で決められていた。これを1問につき4 - 5回程度行っていた。
チャイムが「ピロピロピローン」と連打で鳴った時点でゲームは終了。最終的にバナナを多く獲得したチームの勝利。勝利チームは「しゃれっぽ賞」を獲得できた。賞品は2種類で、それぞれバナナの置かれた台座があり、チンパンジーの「ジミーちゃん」が先に飛びついた台座の方の賞品が贈られた。また、その回で最も優秀だった解答者にはMVPとして、番組ロゴの入った大きなバナナのクッションが贈られた。

## 問題内容
全3問。
- あんなヤツこんなヤツ - 視聴者からの投稿葉書を読んだ後、同一テーマの変な人物の具体例を挙げていく。
- 情報と遊ぼう - 当時の世相にまつわる問題。
- 変化球コーナー - 道具を用いる等、毎回問題の形式が異なっている。

## スタッフ
- 構成：高橋秀樹、益子一男
- アシスタント：古谷夏絵、小宮美由紀、井崎季咲
- 音楽：たかしまあきひこ
- イラスト：阿部明
- 技術：飯塚嗣
- カラー調整：橘一男
- 照明：青山武夫
- カメラ：小山内義紀
- 音声：倉本紀彦
- 音響効果：小作正明
- 美術：河瀬洋男
- 美術デザイン：石田道昭
- 演出：加藤嘉一、岩原貞雄、関谷浩至
- プロデューサー：森勲
- 製作著作：TBS

| TBS系列 水曜22:25枠                                                  | TBS系列 水曜22:25枠                                | TBS系列 水曜22:25枠                                                   |
| 前番組                                                               | 番組名                                             | 次番組                                                                |
| -------------------------------------------------------------------- | -------------------------------------------------- | --------------------------------------------------------------------- |
| ヤングスペシャル ライブ・ザ・POP! （1985年10月9日 - 1985年10月23日） | しゃれっぽクラブ （1985年11月6日 - 1986年3月26日） | 水曜ドラマスペシャル （1986年4月9日 - 1987年9月23日） ※放送枠31分拡大 |
| TBS系列 花王一社提供番組                                             |                                                    |                                                                       |
| ヤングスペシャル ライブ・ザ・POP! （1985年10月9日 - 1985年10月23日） | しゃれっぽクラブ （1985年11月6日 - 1986年3月26日） | だぅもありがと! （1986年4月 - 1988年3月） ※金曜23:00枠                |